# Josef Kopf (Fußballspieler)
Josef Kopf (* 7. Februar 1935) ist ein ehemaliger deutscher Fußballspieler und -trainer.

## Karriere
In der Saison 1956/57 spielte Josef Kopf acht Mal für den SV Phönix Ludwigshafen in der Oberliga Südwest, damals zusammen mit anderen Staffeln die höchste deutsche Spielklasse, und erzielte zwei Tore. Später schloss er sich Phönix Bellheim an, mit dem er nach deren Gründung in der zweitklassigen Fußball-Regionalliga Südwest spielte. Unter Trainer Lothar Bechtel belegte Bellheim im Debütjahr 1963/64 den 17. Rang und Kopf hatte in 30 Einsätzen drei Tore erzielt. Am ersten Regionalligaspieltag, den 4. August 1963, verlor Bellheim mit dem als Halbrechts im damals praktizierten WM-System aufgelaufenen Kopf, mit 1:3 Toren beim FSV Mainz 05. In der zweiten Regionalligasaison, 1964/65, verbesserte sich Bellheim auf den 10. Rang. Josef Kopf hatte an der Seite der Mitspieler Gerhard Helm, Horst Hotz und Hugo Ulm in 18 Spielen vier Tore erzielt.
1966 begann er als Spielertrainer beim TV Westheim, dessen Mannschaft in der B-Klasse antrat. Er war für eine positive Entwicklung im Rahmen der Möglichkeiten des kleinen Dorfvereins verantwortlich, auch wenn kein Aufstieg gelang. Ein Erfolg war der Gewinn des Kreispokals Speyer 1973. 1975 endete seine Tätigkeit in Westheim.